# Historia de la Guayana Francesa

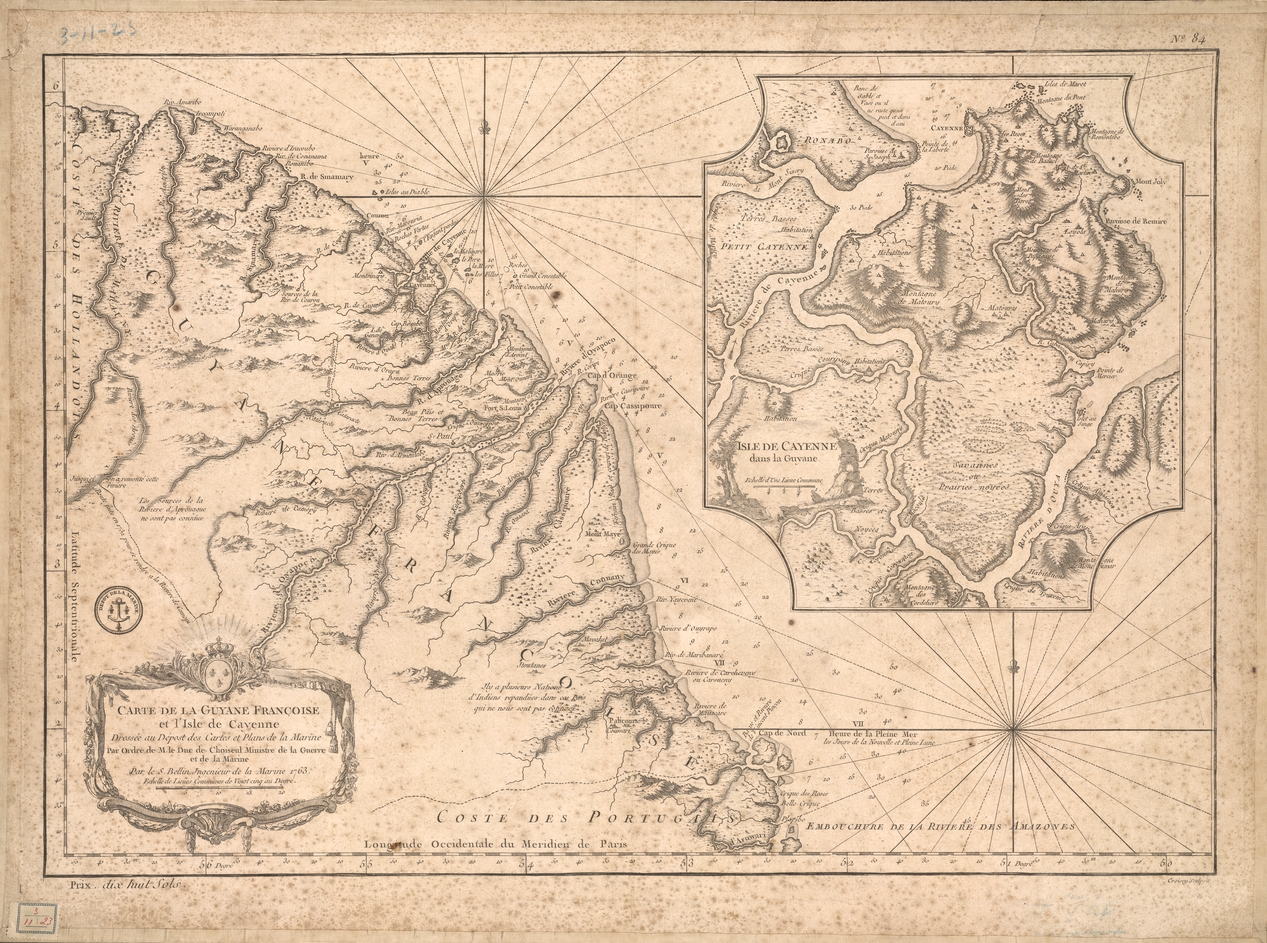
Mapa de Guyane en 1763.

La historia de la Guayana Francesa (en francés: Guyane française) empieza desde los tiempos del descubrimiento de América.

## Pobladores antes de la colonización
Guyane fue habitada originalmente por tribus de indios Caribe y arawak fundamentalmente, y pequeños grupos de galibi, emerillón, palikour, waiampi y wayana.

## Llegada de los europeos
En 1498, Guyane fue visitada por primera vez por los europeos cuando Cristóbal Colón navegó hasta la región y la llamó la "Tierra de los Parias". 
Un siglo después el Gran Duque Fernando I de Médici hizo la única tentativa italiana de crear colonias en América.
Para este objetivo el Gran Duque Fernando I organizó en 1608 una expedición hacia el norte de Brasil, bajo el mando del capitán inglés Thornton y con la supervisión de sir Robert Dudley. La razón principal era desarrollar el comercio de madera preciosa desde el Amazonas hacia la Italia del Renacimiento, creando una base colonial entre las posesiones españolas y portuguesas en el norte atlántico de Sudamérica. Desafortunadamente Thornton, a su regreso del viaje preparativo en 1609 (había estado en el Amazonas), encontró muerto a Fernando I y todo proyecto quedó anulado por el sucesor Cosimo II.

## Colonización francesa: siglosXVIIyXVIII
En 1604 el rey Luis XIV envió miles de colonos franceses a Guyane que fueron seducidos ahí con las historias del legendario  El Dorado con muchísimo oro y fortunas fáciles de hacer. En cambio, encontraron una tierra llena de nativos hostiles y enfermedades tropicales. Un año y medio después, sólo unos pocos cientos sobrevivieron. Estos huyeron a tres pequeñas islas que podían ser vistas desde la ribera y las llamaron las Îles de Salut (o "Islas de Salvación"). La más grande se llamaba Isla Real, la otra San José (por el santo patrón de la expedición), y la más pequeña de las islas, rodeada por fuertes corrientes, Île du Diable (la infame "Isla del Diablo"). Cuando los supervivientes de esta fallida expedición regresaron a casa, las terribles historias que contaron de la colonia dejaron una impresión duradera en Francia.
En 1794, tras la muerte de Robespierre, 193 de sus seguidores fueron enviados a Guyane. En 1797 el general republicano Pichegru y muchos diputados y periodistas fueron también enviados a la colonia. Cuando llegaron, encontraron que solo 54 de los 193 deportados enviados tres años antes sobrevivieron; 11 habían escapado, y el resto habían muerto de enfermedades y fiebres tropicales. Pichegru pudo escapar a Estados Unidos y luego regresó a Francia, donde fue ejecutado finalmente por urdir un complot contra el emperador Napoleón Bonaparte.

## Siglo XIX: La era penal y los esclavos africanos
Más tarde, esclavos fueron traídos de África y las plantaciones fueron establecidas a lo largo de los ríos libres de enfermedades. Exportaciones de azúcar, madera, pimienta de Cayena y otras especias trajeron cierta prosperidad a la colonia por primera vez. Cayena, la capital, fue rodeada por plantaciones, algunas de las cuales tenían varios miles de esclavos.
En 1848, Francia abolió la esclavitud y los ex esclavos huyeron hacia la selva estableciendo comunidades similares a las que les habían sido robadas en África. Formaron una suerte de zona tapón entre los europeos que se establecieron a lo largo de la costa y ríos principales, y las no conquistadas, y a menudo hostiles, tribus nativas americanas de las regiones interiores. Sin la disponibilidad de mano de obra esclava, las plantaciones fueron tomadas por la selva y los plantadores arruinados.
En 1850, varias cargas de indios, malayos y chinos fueron traídos para trabajar en las plantaciones pero, en cambio, establecieron tiendas en Cayena y otras poblaciones.
En 1852, las primeras cargas de convictos encadenados llegaron desde Francia. En 1885, para deshacerse de los criminales habituales y aumentar el número de colonos, el parlamento francés aprobó una ley por la que cualquiera, ya fuera hombre o mujer, que tuviera más de tres sentencias por robo de más de tres meses cada una, sería enviado a Guyane como un relegado. Estos relegados eran mantenidos en prisión allí por un periodo de seis meses tras el cual eran liberados para convertirse en habitantes de la colonia. Sin embargo, este experimento fue un fracaso: los prisioneros eran incapaces de ganarse la vida trabajando la tierra, por lo que se veían forzados a delinquir nuevamente o ganarse la vida a duras penas hasta morir. De hecho, ser enviado a Guyane como relegado era una sentencia perpetua, y normalmente una sentencia corta, puesto que la mayoría de los relegados morían rápidamente de enfermedad y desnutrición. En 1940, Guyane se declara a favor del Mariscal Pétain uniéndose a la France libre de marzo de 1943.

## Siglo XX: Departamento francés
Guyane se convirtió en un departamento de ultramar de Francia el 19 de marzo de 1946.
Las infames colonias penales, incluida la Isla del Diablo, fueron cerradas formalmente en 1951. En primer lugar, sólo los prisioneros liberados que podían costear la tarifa para su pasaje de vuelta a Francia pudieron volver a casa, así Guyane fue azotada tras el cierre oficial de las cárceles por numerosos presos liberados que llevaban una existencia sin objetivo en la colonia.
Antes en 1954, los ex prisioneros que quedaban fueron finalmente repatriados a Francia, excepto por un horrible grupo de hombres que se habían vuelto locos. Estos pobres desafortunados fueron mantenidos en un edificio de concreto pobremente ventilado con un techo de lata en condiciones calurosas muy sofocantes hasta que finalmente morían.
Los visitantes al lugar en diciembre de 1954 estaban profundamente afectados por las condiciones y los constantes gritos del bloque de celdas, que tenían pocas rendijas de ventilación en los topes de las paredes bajo el techo. La comida era empujada y los cuerpos removidos una vez al día.
Desde 1954 ha habido poco crecimiento económico. Guyane es fuertemente dependiente de las importaciones de alimentos y combustible y el nivel de desempleo es crónicamente alto. El único desarrollo principal ha sido el establecimiento de una base de lanzamiento de satélites en el Centre Spatial Guyanais, Kourou en 1964. Esta ha proporcionado empleo local limitado, pero los técnicos principalmente extranjeros, y los centenares de soldados acuartelados en la región para prevenir posibles sabotajes, aportan algo de efectivo a la economía local.